# Yōko Honna
Yōko Honna (本名 陽子?, Honna Yōko; Sōka, 7 gennaio 1979) è un'attrice, doppiatrice e cantante giapponese.

## Biografia
È nota soprattutto per aver doppiato Nagisa Misumi/Cure Black in Pretty Cure, Pretty Cure Max Heart e nei film della saga.
Sa suonare il pianoforte, ballare il tip-tap e parla fluentemente italiano e russo, oltre al giapponese. Si è sposata nel luglio 2014 e ha due figli, nati a giugno 2015 e maggio 2017.

## Doppiaggio

### Anime
- Taeko Okajima in Omohide poro poro
- Shizuku Tsukishima in I sospiri del mio cuore
- Chika in La ricompensa del gatto
- Nagisa Misumi/Cure Black in Pretty Cure, Pretty Cure Max Heart e Power of Hope: Pretty Cure Full Bloom
- Nagisa Misumi/Cure Black in Pretty Cure Max Heart - The Movie
- Nagisa Misumi/Cure Black in Pretty Cure Max Heart 2 - Amici per sempre
- Maid D (ep. 37) in Rockman.EXE Stream
- Nyan Nok Cham in Gunbuster 2
- Sarah in Emma - Una storia romantica
- Mina Sawatari in Glass Mask
- Chenresi in Tide-Line Blue
- Lina in Cluster Edge
- Misato in Ray
- Asta in .hack//Roots
- Rin in xxxHOLiC
- Ange in Koi suru Tenshi Angelique: Kokoro no Mezameru Toki
- Ange in Koi suru Tenshi Angelique: Kagayaki no Ashita
- Yoshino Anri in Sakura taisen - New York New York
- Annie in Emma - Una storia romantica
- Sumeragi Lee Noriega in Mobile Suit Gundam 00
- Merry in Noramimi
- Sumeragi Lee Noriega in Mobile Suit Gundam 00 Season 2
- Sakura in Hanamaru yōchien
- Sumeragi Lee Noriega in Mobile Suit Gundam 00 the Movie
- Kyoko Hayashi in Highschool of the Dead
- Nagisa Misumi/Cure Black in Eiga Pretty Cure All Stars DX - Minna tomodachi Kiseki no zenin daishūgō!
- Nagisa Misumi/Cure Black in Eiga Pretty Cure All Stars DX 2 - Kibō no hikari Rainbow Jewel wo mamore!
- Nagisa Misumi/Cure Black in Eiga Pretty Cure All Stars DX 3 - Mirai ni todoke! Sekai wo tsunagu Niji-iro no hana
- Nagisa Misumi/Cure Black in Eiga Pretty Cure All Stars New Stage 2 - Kokoro no tomodachi
- Nagisa Misumi/Cure Black in Eiga Pretty Cure All Stars New Stage 3 - Eien no tomodachi
- Nagisa Misumi/Cure Black in Eiga Pretty Cure All Stars - Haru no carnival
- Nagisa Misumi/Cure Black in Eiga Pretty Cure All Stars - Minna de utau Kiseki no mahō!
- Nagisa Misumi/Cure Black in Eiga HUGtto! Pretty Cure Futari wa Pretty Cure - All Stars Memories
- Nagisa Misumi/Cure Black in Eiga Pretty Cure Miracle Universe
- Eva in Karneval

### Drama CD
- Eva in Karneval

### Videogiochi
- Orta in Panzer Dragoon Orta
- Saki Omokane in Tatsunoko vs. Capcom: Ultimate All-Stars
- Aqua in Tales of Symphonia: Dawn of the New World
- Silva Betty in Toshinden
- Olra in Dragon's Dogma: Dark Arisen
- Grace e Nagisa Misumi/Cure Black in Granblue Fantasy
- Goetia in Xenoblade Chronicles X
- Tomoe Sayama in Persona 4: Dancing All Night
- Nagisa Misumi/Cure Black in Pretty Cure Tsunagaru Puzzlun

### Ruoli di doppiaggio
- Gwen Stacy in The Amazing Spider-Man
- Atomic Betty/Betty Barrett in Atomic Betty
- Nova in Super Robot Monkey Team Hyperforce Go!
- Silk Specter II in Watchmen